# Sterphus rufoabdominalis
Sterphus rufoabdominalis är en tvåvingeart som beskrevs av Manuel A. Zumbado 1997. Sterphus rufoabdominalis ingår i släktet Sterphus och familjen blomflugor.
Artens utbredningsområde är Costa Rica. Inga underarter finns listade i Catalogue of Life.